# El Forn
El Forn o les Cases del Forn és un nucli de població oficial o veïnat de la parròquia de Canillo, al Principat d'Andorra. L'any 2023 tenia 99 habitants.

## Geografia

Símbol de la CS-251

La localitat del Forn està situada a la part sud-oest de la parròquia de Canillo, a la conca hidrogràfica de la Valira d'Orient; de fet, un afluent d'aquest riu, el Forn, du el nom de la localitat. El forn no és un núcli urbà, sinó que es tracta d'un seguit de bordes disperses al llarg de la carretera del Forn (CS-251). S'hi troba a vora quatre quilòmetres de distància de la capital parroquial, la vila de Canillo. L'única manera d'arribar-hi és, des de Canillo, prendre la CS-250 fins al desviament de la CS-251, la carretera secundària que condueix exclusivament cap El Forn. El núcli poblat més proper al Forn és el de Prats.

## Història
La població del Forn fou estimada en 18 habitants el 1838 i en 30 el 1875.

## Demografia[8]
| Gràfica d'evolució de El Forn entre 2010 i 2023 |
|                                                 |

## Transport

### Carretera
- CS-251

### Públic
Al Forn no hi ha cap servei de transport públic, el més proper es troba a la vila de Canillo.